# جبل ماكسويل
جبال ماكسويل هو كتلة صخرية جبلية على كوكب الزهرة، يحتوي جزء منها على أعلى نقطة على سطح هذا الكوكب.

## الوصف العام

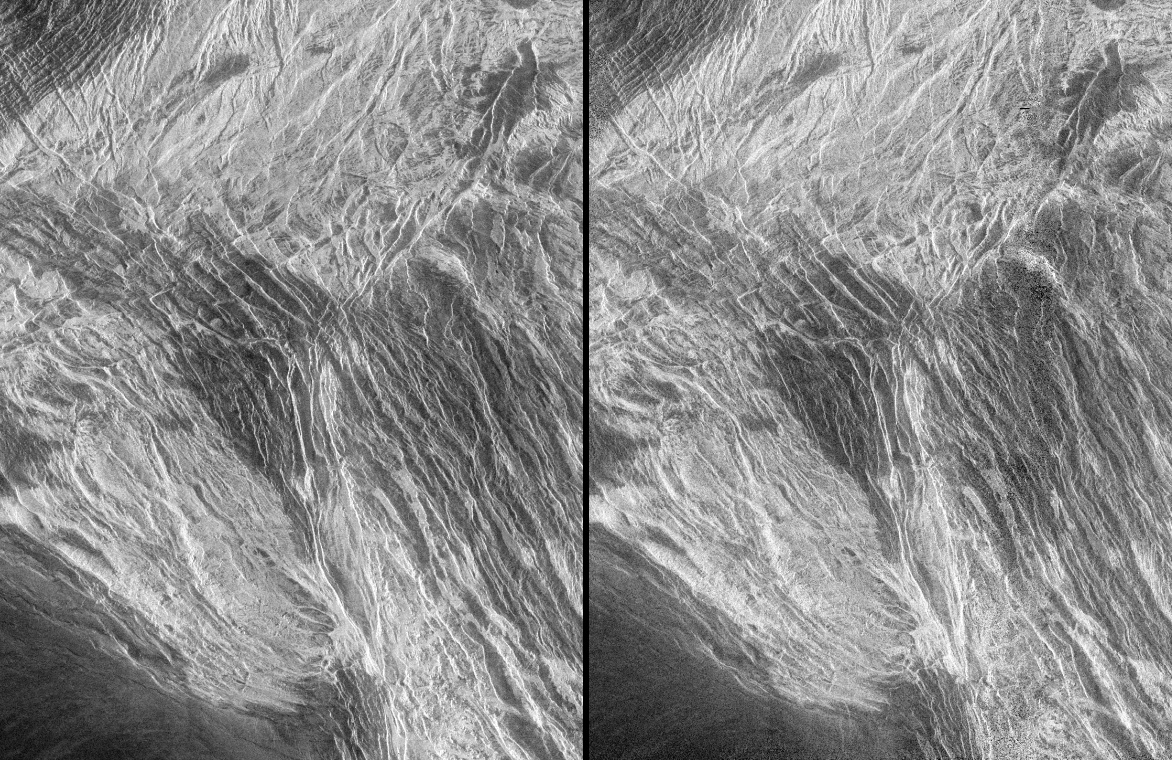
صورة ملتقطة بواسطة ماجلان لجبل ماكسويل باستعمال الراديو

يصل ارتفاعه إلى 11 كيلومتر، ويمتد بطول 853 كيلومتر وأقصى عرض يبلغ 700 كيلومتر. المنحدر الغربي حاد بشكل كبير بينما الشرقي يتناقص انحداره بشكل تدريجي. ونظر لارتفاعه فهو ابرد نقطة على سطح الزهرة بحرارة تصل إلى 360 درجة مئوية كما أنه أقل نقطة ضغطاً على سطح الزهرة بضغط 60 بار.

## الأساس الجيولوجي
أن التشكلات الجبلية ومنها جبل مكسويل هو مثار للجدل. إحدى النظريات تفترض أنه نشأ بسبب تصاعد المواد الحارة الداخلية. ونظرية آخرى تشير إلى المنطقة انضغطت من جانبيها مما أدى إلى انزلاق المواد الداخلية. وهذه النظرية هي الأكثر قبولاً كما يتميز جبل ماكسويل بسطوعه الرإداري مما يعتقد أنه غني بالمعادن مثل بيريت